# کوچکترین یاغی
کوچک‌ترین یاغی (به انگلیسی: The Littlest Outlaw) یک فیلم در ژانر اکشن به کارگردانی روبرتو گاوالدون محصول سال ۱۹۵۵ کشور ایالات متحدهٔ آمریکا است. پدرو آرمنداریز، جوزف کالیا و رودولفو آکوستا از جمله بازیگران این فیلم هستند.